# Puchar Uzdrowisk Karpackich 2017
18. edycja wyścigu kolarskiego Puchar Uzdrowisk Karpackich odbyła się w dniu 13 sierpnia 2017 roku i liczyła 192 km. Start wyścigu miał miejsce w Jedliczu, zaś meta w Lesku. Wyścig figurował w kalendarzu cyklu UCI Europe Tour, posiadając kategorię UCI 1.2.

## Klasyfikacja generalna
| M-ce | Imię i nazwisko       | Kraj   | Drużyna               | Czas       |
| ---- | --------------------- | ------ | --------------------- | ---------- |
| 1.   | Maciej Paterski       | Polska | CCC Sprandi Polkowice | 4h 34' 56" |
| 2.   | Paweł Bernas          | Polska | Domin Sport           | + 0"       |
| 3.   | Marek Rutkiewicz      | Polska | Wibatech 7R Fuji      | + 0"       |
| 4.   | Jacek Morajko         | Polska | Wibatech 7R Fuji      | + 0"       |
| 5.   | Adam Stachowiak       | Polska | Voster Uniwheels Team | + 29"      |
| 6.   | Carl Soballa          | Niemcy | LKT Team Brandenburg  | + 2' 44"   |
| 7.   | Jakub Otruba          | Czechy | SKC TUFO Prostějov    | + 2' 49"   |
| 8.   | Sylwester Janiszewski | Polska | Wibatech 7R Fuji      | + 4' 03"   |
| 9.   | Michał Podlaski       | Polska | Voster Uniwheels Team | + 4' 03"   |
| 10.  | Patryk Stosz          | Polska | CCC Sprandi Polkowice | + 4' 03"   |